# Доброю, Ионуц
Ионуц Александру Доброю (рум. Ionuț Alexandru Dobroiu; род. 24 февраля 1988, Бухарест) — румынский профессиональный футболист, игравший на позиции нападающего. Завершил карьеру в 2011 году.

## Карьера
Ионуц Доброю родился 24 февраля 1988 года в Бухаресте, и его первым видом спорта, которым он занялся, была лёгкая атлетика. Он начал заниматься в возрасте 7 лет. Тогда он выиграл крупные юношеские национальные соревнования Румынии.
Ионуц Александру начал играть в футбол в клубе «Рапид Бухарест», дебютировав в чемпионате Румынии по футболу 12 августа 2007 года. В этот день по решению главного тренера Кристиано Бергоди он принял участие в выездной игре против «Университатя Клуж», в котором столичный клуб одержал победу со счётом 2:1. Доброю забил свой единственный гол в чемпионате Румынии в домашней игре против «Университатя Крайова 1948», в котором «Рапид» победил со счётом 2:0.

### Стиль игры
Доброю был известен своей скоростью. Он мог пробежать дистанцию 50 метров за 5,2 секунды. Также футболиста отличала плохая дисциплина.

## Проблемы с законом
В 2018 году Ионуц Доброю был приговорён к тюремному заключению сроком на три года и 11 месяцев за сбыт наркотиков в крупном размере, создание организованной преступной группы, хранение и употребление наркотиков в крупном размере. Он отбыл свой срок в тюрьме Рахова, находясь в одной камере с бывшим футболистом Рэзваном Падурецу и бывшим владельцем клуба «Политехника Тимишоара» Марианом Янку. Доброю вышел на свободу, проведя в заключении два года и четыре месяца.